# Calopteryx
Genre
Calopteryx est un  genre d’insectes appartenant à l'ordre des odonates. Ce sont des demoiselles, odonates au corps plus frêles que les libellules, s'en distinguant à la fois par leurs ailes  repliées verticalement au-dessus du corps au repos (alors que les libellules gardent les ailes écartées), et par leurs yeux : les demoiselles ont les yeux écartés, alors que les yeux des libellules se rejoignent au dessus de leur tête.
Genre synonyme devenu invalide : Agrion Fabricius, 1775.
À ne pas confondre avec certaines demoiselles nommées en français « agrions » (nom vernaculaire) : genres Coenagrion Kirby, 1890 Enallagma Charpentier, 1840 et Ischnura Charpentier, 1840.

## Caractéristiques du genre
Les espèces du genre Calopteryx sont caractérisées par un corps de couleur métallique, variant en général entre le bleu et le vert.
Les ailes sont fortement nervurées et dénuées de ptérostigmas chez les mâles. Les ailes des femelles sont dotées de pseudoptérostigmas pâles. Tout comme le corps, les ailes ont une coloration métallique, partielle ou totale selon les espèces.
Les longues pattes des caloptéryxs sont traversées de plusieurs soies.

## Liste des espèces
Selon World Odonata List :
- Calopteryx aequabilis Say, 1839
- Calopteryx amata Hagen, 1889
- Calopteryx angustipennis (Selys, 1853)
- Calopteryx cornelia Selys, 1853
- Calopteryx dimidiata Burmeister, 1839
- Calopteryx exul Selys, 1853
- Calopteryx haemorrhoidalis (Vander Linden, 1825)
- Calopteryx hyalina Martin, 1909
- Calopteryx japonica Selys, 1869
- Calopteryx maculata Palisot de Beauvois, 1807
- Calopteryx orientalis Selys, 1887
- Calopteryx samarcandica Bartenef, 1911
- Calopteryx splendens (Harris, 1780)
- Calopteryx syriaca Rambur, 1842
- Calopteryx virgo (Linnaeus, 1758)
- Calopteryx xanthostoma (Charpentier, 1825)

Selon Catalogue of Life (2 juillet 2017) :
- Calopteryx aequabilis Say, 1839
- Calopteryx amata Hagen, 1889
- Calopteryx ancilla Hagen in Selys, 1853
- Calopteryx angustipennis (Selys, 1853)
- Calopteryx atrocyana Fraser, 1935
- Calopteryx cornelia Selys, 1853
- Calopteryx cretensis Pongrácz, 1911
- Calopteryx dimidiata Burmeister, 1839
- Calopteryx exul Selys, 1853
- Calopteryx haemorrhoidalis (Vander Linden, 1825)
- Calopteryx hyalina Martin, 1909
- Calopteryx intermedia Selys, 1890
- Calopteryx japonica Selys, 1869
- Calopteryx laosica Fraser, 1933
- Calopteryx maculata Palisot de Beauvois, 1807
- Calopteryx melli Ris, 1912
- Calopteryx orientalis Selys, 1887
- Calopteryx pseudosplendens St Quentin, 1958
- Calopteryx samarcandica Bartenef, 1911
- Calopteryx splendens (Harris, 1780)
- Calopteryx syriaca Rambur, 1842
- Calopteryx taurica Selys, 1853
- Calopteryx transcaspica Bartenef, 1911
- Calopteryx unicolor Bartenef, 1912
- Calopteryx virgo (Linnaeus, 1758)
- Calopteryx viridi-sericea Geoffroy, ?
- Calopteryx xanthostoma (Charpentier, 1825)

Selon ITIS (2 juillet 2017) :
- Calopteryx aequabilis Say, 1839
- Calopteryx amata Hagen, 1889
- Calopteryx angustipennis (Selys, 1853)
- Calopteryx dimidiata Burmeister, 1839
- Calopteryx maculata (Beauvois, 1805)

Mais Fauna Europaea cite d'autres espèces :
- Calopteryx haemorrhoidalis (Vander Linden, 1825) - le Caloptéryx méditerranéen
- Calopteryx splendens (Harris, 1782) - le Caloptéryx éclatant
- Calopteryx virgo (Linnaeus, 1758) - le Caloptéryx vierge
- Calopteryx xanthostoma (Charpentier, 1825) - le Caloptéryx occitan